# Acontia ardoris
Acontia ardoris är en fjärilsart som beskrevs av Jacob Hübner 1827. Acontia ardoris ingår i släktet Acontia och familjen nattflyn. Inga underarter finns listade i Catalogue of Life.